# Арноглось середземноморська
Арногло́сь середземноморська (Arnoglossus laterna) — риба родини Ботових (Bothidae), ряду камбалоподібних.
Поширений у східній Атлантиці від Норвегії до Анголи, також у Середземному. У Чорному морі біля берегів Туреччини. Досягає довжини 25 см.